# Fibre naturelle
Pour les articles homonymes, voir Fibre (homonymie).

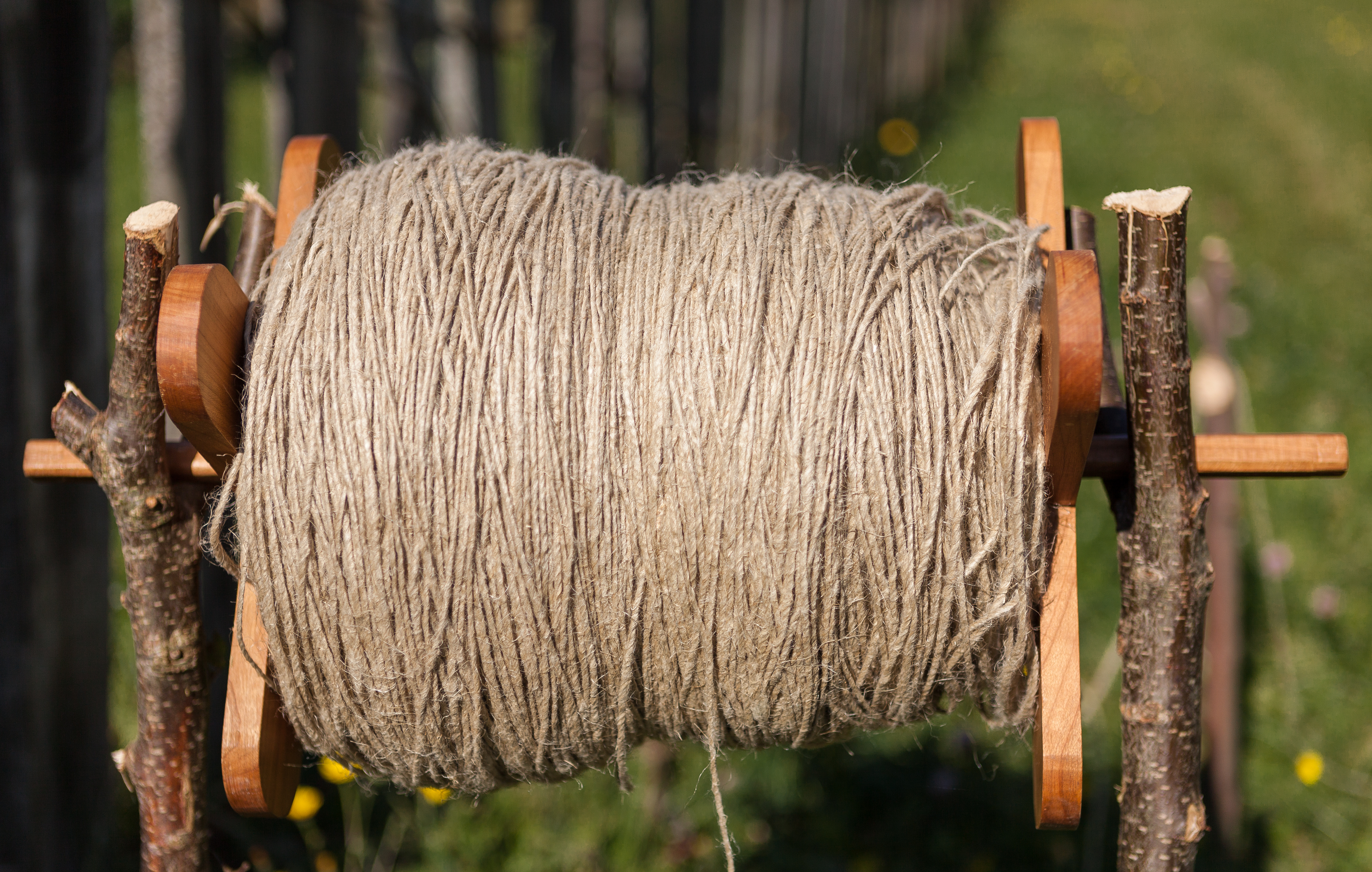
Cordelette en chanvre.

Une fibre naturelle est un type de fibre d'origine animale ou végétale. Les plus utilisées sont les fibres de coton, lin et chanvre, ou encore de sisal, jute, kénaf ou coco.
Les fibres de chanvre étaient particulièrement prisées pour les cordages et voilures des bateaux de la marine marchande et de guerre du fait de leur grande souplesse et résistance en environnement agressif. Les fibres et filasses de chanvre sont aujourd'hui utilisées par exemple pour l'étanchéité dans le chauffage sanitaire.
De nombreuses ressources en fibres naturelles ont été explorées au fil du temps pour l'industrie textile. Suivant la finesse, la résistance et la longévité des fibres produites ces différentes ressources sont utilisées pour la production de vêtements, de tissus, de tapis, de cordages ou de sacs de manutention. Concurrencées dans ces secteurs par les fibres textiles artificielles et synthétiques, elles trouvent parfois de nouveaux débouchés dans l'industrie papetière ou dans la construction.
Après la Seconde Guerre mondiale, la montée en puissance des fibres synthétiques va considérablement réduire l'utilisation des fibres naturelles. Avec la flambée des cours du pétrole, les contraintes environnementales et obligations de recyclage, on assiste aujourd'hui au renouveau de la filière dans les secteurs textile, bâtiment, plasturgie et automobile. Engouement renforcé par les perspectives de développement des filières agro-industrielles et de productions locales, vecteurs de développement et d'indépendance économique face aux produits d'importation. 
Même si le bois reste la première filière, l'agriculture exploite ces nouveaux débouchés, et les productions telles que le chanvre et le lin sont en constante augmentation.
La France est de loin le premier producteur européen de fibres de chanvre avec une production de 50 000T (100 000T UE), et la plus large gamme de semences et variétés industrielles au niveau mondial. La Chine et la Russie sont également producteurs mais leurs statistiques ne sont pas disponibles.
L'utilisation des fibres naturelles au niveau industriel permet de réduire le coût et le poids des pièces, et d'améliorer les perspectives de recyclage et d'impact environnemental, en particulier sur les applications automobiles. Dans le domaine du bâtiment, l'intérêt est économique et technique avec des niveaux d'isolation thermique largement supérieurs aux matériaux courants.